# 茎花冬青
茎花冬青（学名：Ilex cauliflora）是冬青科冬青属的植物，是中国的特有植物。分布于中国大陆的云南等地，生长于海拔2,000米至2,600米的地区，常生于山地灌丛中，目前尚未由人工引种栽培。